# Gerardo Díaz Ferrán
Gerardo Díaz Ferrán (Madrid, 27 de diciembre de 1942) es un empresario español. Fue copropietario del Grupo Marsans junto a su socio Gonzalo Pascual desde 1985 hasta su venta fraudulenta en junio de 2010. Se desempeñó como presidente de la CEOE entre 2007 y 2010.
El 3 de diciembre de 2012 fue detenido y acusado de alzamiento de bienes y blanqueo de dinero. El 2 de julio de 2015 fue condenado por el vaciamiento patrimonial del Grupo Marsans. Fue declarado culpable el mes de junio de 2013 por el Juzgado de lo Mercantil número 12 de Madrid por el concurso de Viajes Marsans, y también fue condenado por fraude a la Hacienda española en la compra de Aerolíneas Argentinas.

## Biografía
Nacido en Madrid, está casado con Raquel Santamaría, con la que tiene tres hijos: Raquel, Gerardo y Marta.[cita requerida]
Hijo de una familia gallega que administraba un modesto negocio de transporte de viajeros y que con doce años de edad realizaba las funciones de cobrador en el autobús que su padre conducía, simultaneando el trabajo con los estudios.[cita requerida]
Cursó tres años de Ingeniería Industrial al mismo tiempo que contribuía al fortalecimiento de la empresa familiar que, con el tiempo, llegó a disponer de más de cien vehículos propios.[cita requerida]
Tras la quiebra de todas sus empresas, el 29 de noviembre de 2010 el Juzgado de lo Mercantil número 5 de Madrid dictó el concurso necesario de acreedores de Gerardo Díaz Ferrán.

## Actividad empresarial y política

### Grupo Marsans
En el año 1967 fundó la empresa TRAPSA junto con su socio Gonzalo Pascual para explotar varias líneas de transporte urbano adjudicadas mediante concurso público por el Ayuntamiento de Madrid.[cita requerida]
Desde los primeros años de su constitución, comenzaron una política de expansión que, en principio, se centró exclusivamente en el transporte, accediendo a la titularidad del servicio urbano de Santiago de Compostela y de Guadalajara y comenzando sus primeros contactos con el transporte rural.[cita requerida]
En 1971 constituyeron TRAPSATUR, la primera agencia de viajes mayorista del grupo.[cita requerida]
A partir de ahí, continuaron su política expansiva creando nuevas empresas en unos casos, comprándolas en otros y ampliando su actividad a otros sectores distintos del transporte, si bien transporte y turismo han constituido siempre el núcleo central de la actividad de su grupo de empresas, que conforman el Grupo Marsans, del que es copropietario.[cita requerida] Dicho grupo, tras haber sido el mayor operador turístico español, está sumido en una grave crisis financiera que lo ha abocado al concurso de acreedores en junio de 2010.

### Presidencia de la CEOE

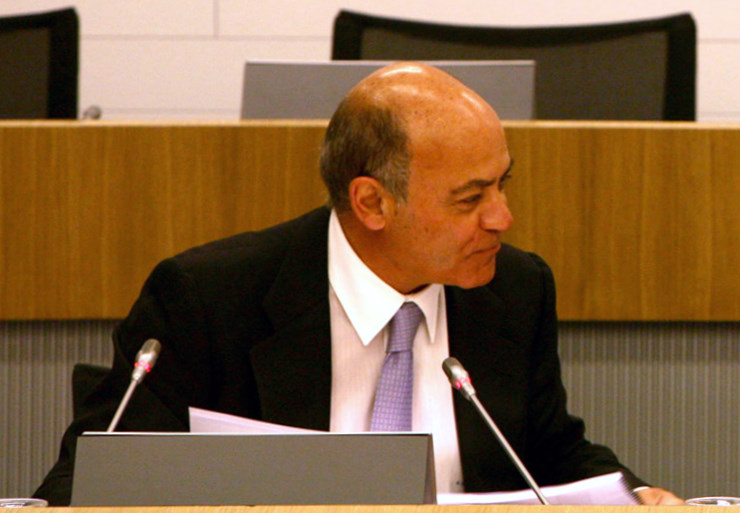
Gerardo Díaz Ferrán durante un acto de la CEOE en 2010.

El 6 de junio de 2007 fue designado presidente de la CEOE en sucesión de José María Cuevas. Es el tercer presidente de la CEOE desde su creación. El 21 de diciembre de 2010, tras la quiebra de Viajes Marsans, dimitió y fue sucedido por Juan Rosell.

### Otras actividades
- Presidente de AEGAMA.[cita requerida]
- Presidente de la CEIM Confederación Empresarial de Madrid-CEOE (2002-2007).[6][7]
- Presidente de la Cámara de Comercio de Madrid.[8]
- Presidente del Comité Ejecutivo de la Institución Ferial de Madrid (IFEMA).[cita requerida]
- Fue nombrado doctor honoris causa por la Universidad Miguel Hernández de Elche en 2008. Tras conocerse los procesos judiciales en los que se vio afectado, la universidad retiró la distinción en 2013.[9]

## Procesos judiciales en su contra
Era el presidente y máximo responsable de Viajes Marsans cuando esta empresa fue declarada en quiebra y se dejó sin pagar a acreedores, clientes y empleados.
Está siendo investigado por una presunta estafa en la emisión de pagarés de Nueva Rumasa.[cita requerida]
Una querella por apropiación indebida, presentada por cuatro empresas acreedoras de Viajes Marsans contra Díaz Ferrán y sus socios, fue resuelta en 2019 por la Sección 23 de la Audiencia Provincial de Madrid con una condena para Díaz Ferrán de diez meses de prisión y el pago de una multa de unos 540 euros.
En julio de 2012 se hizo pública una investigación sobre un supuesto desvío de 4,9 millones de euros a Suiza de una empresa de viajes irlandesa. Se le acusó entonces de intento de blanqueo de dinero y de intentar escapar al embargo económico que sufre por 417 millones, que le reclaman varios acreedores.
El 3 de diciembre de 2012, fue detenido en Madrid por presunto delito de alzamiento de bienes e ingresó en la prisión de Soto del Real bajo una fianza de 10 millones de euros que no pudo pagar, siendo rebajada a 5 millones en junio de 2013.
El 17 de diciembre de 2013, fue condenado por la Audiencia Nacional a dos años y dos meses y 99 millones de euros de multa por fraude a la Hacienda española en la compra de Aerolíneas Argentinas.
El 13 de noviembre de 2014, el juez de la Audiencia Nacional, Eloy Velasco, prorroga dos años más el ingreso en prisión provisional del expresidente de la CEOE Gerardo Díaz Ferrán en la causa en la que investiga el vaciamiento patrimonial del Grupo Marsans para eludir el pago a sus acreedores, por riesgo de fuga ya que podría aprovechar fugarse dada la «disponibilidad económica que podría tener en el extranjero».[cita requerida]
El 2 de julio de 2015, Gerardo Díaz Ferrán se declaró culpable ante la Audiencia Nacional por el caso Viajes Marsans de los delitos vaciamiento patrimonial de Viajes Marsans, alzamiento de bienes continuado, concurso fraudulento continuado, blanqueo de capitales e integración en organización criminal, aceptando una condena de cinco años y medio de cárcel y multa de 1,2 millones de euros por proceder al vaciamiento del Grupo Marsans para así no pagar a sus acreedores. La Audiencia Nacional confirmó la condena en septiembre del mismo año.
El 29 de julio de 2016, el titular del Juzgado de Instrucción número 8 de Palma, Antoni Rotger, concluyó la instrucción del denominado caso Mar Blau. En concreto, el magistrado apuntó a la comisión de delitos de alteración de precios de concursos y subastas públicas, prevaricación, revelación de secretos, tráfico de influencias, cohecho, malversación de caudales públicos y pertenencia a organización criminal.
Díaz Ferrán ingresó en la prisión de Soto del Real (Madrid V) el 5 de diciembre de 2012, y fue excarcelado —en contra del dictamen de la Secretaría General de Instituciones Penitenciarias— el 23 de febrero de 2018 tras valorarse su «excelente comportamiento» en la cárcel.